# Adeloneivaia montezuma
Adeloneivaia montezuma är en fjärilsart som beskrevs av Alpheus Spring Packard 1905. Adeloneivaia montezuma ingår i släktet Adeloneivaia och familjen påfågelsspinnare. Inga underarter finns listade i Catalogue of Life.